# Konvertiplán
A konvertiplán olyan repülőgép, amely a szárnyvégeken elhelyezett hajtóművek függőleges elforgatásával kombinálja a helikopterek és a légcsavaros repülőgépek tulajdonságait. Fel- és leszállásnál a konvertiplán felhajtóerejét a függőleges helyzetbe állított rotorok adják. Vízszintes repüléshez a hajtóműveket egyre inkább a szárnnyal párhuzamos helyzetbe forgatják, a sebesség növekedésével a konvertiplán szárnya egyre több felhajtóerőt biztosít, a rotorok ilyenkor már légcsavarként funkcionálnak. A konvertiplán végsebessége ezért magasabb, mint egy helikopteré, ugyanakkor egy hagyományos repülőgépnél rövidebb úton, akár függőlegesen is képes fel- és leszállásra.

## Története

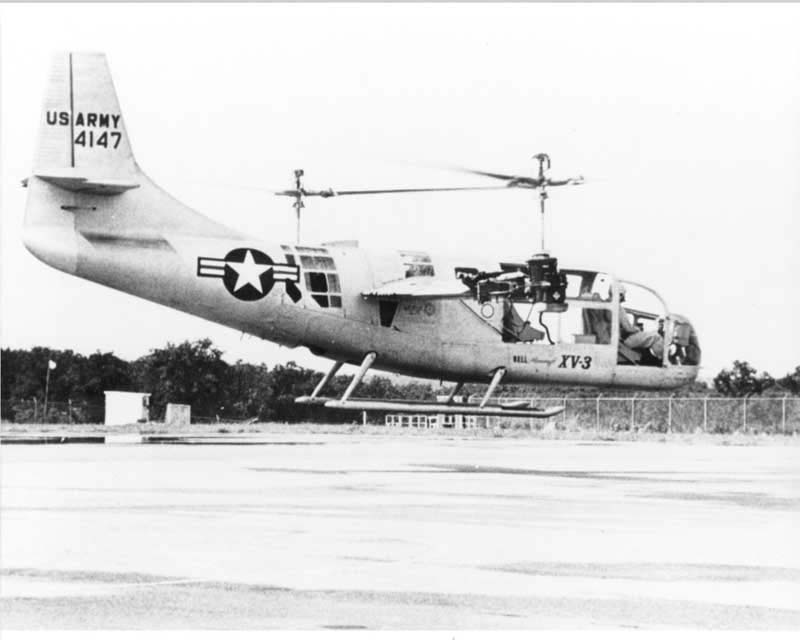
Egy XV–3 repülés közben

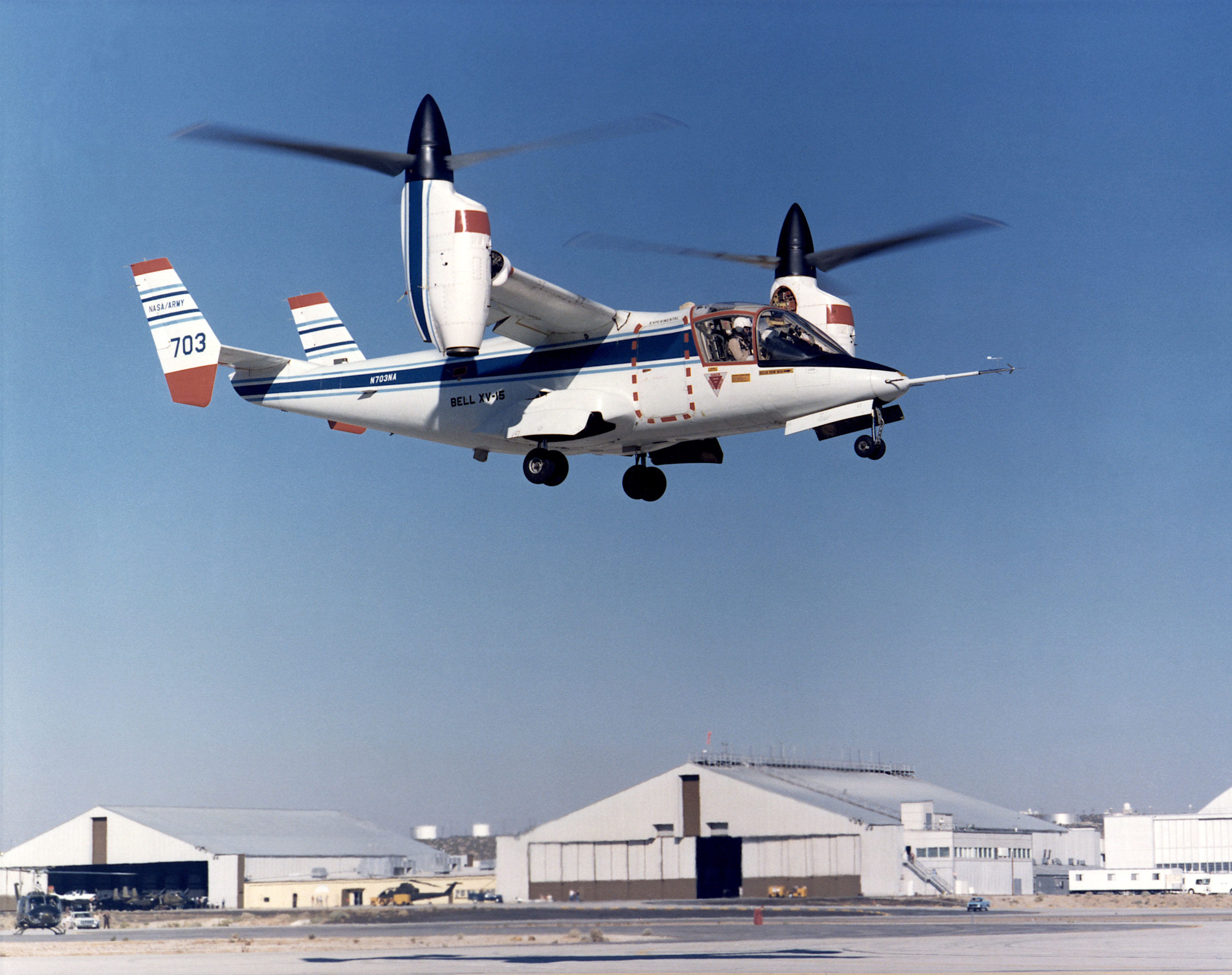
A NASA XV–15-öse felszáll a kaliforniai Edwards légitámaszpontról (1980 október)

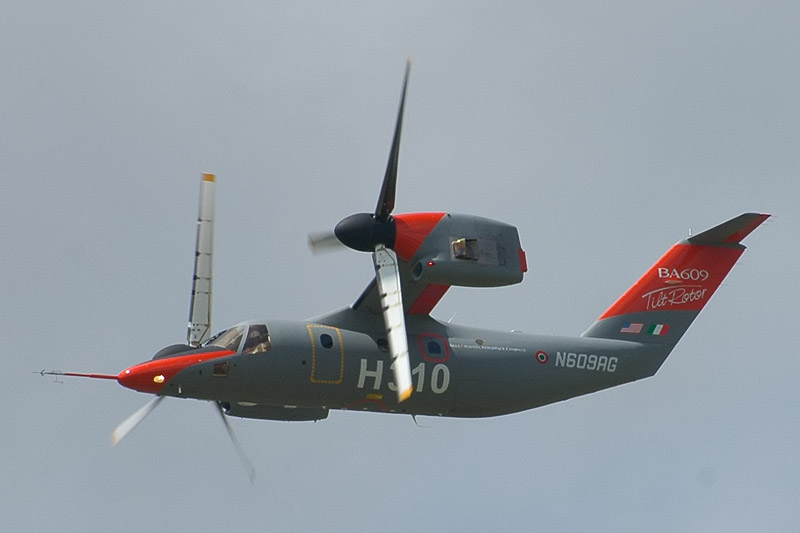
Egy Bell/Agusta BA609 repülőgép-üzemmódban a 2007-es Le Bourget-i kiállításon

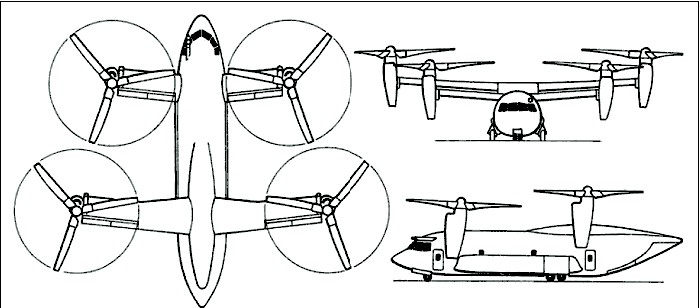
A Bell-Boeing Quad TiltRotor háromnézeti terve

A helikopter-rotorokkal ellátott VTOL repülőgépek ötlete az 1930-as évekre vezethető vissza. Az első, konvertiplánra emlékeztető tervezetet George Lehberger szabadalmaztatta 1930 májusában, bár a koncepciót nem dolgozta ki. A második világháborúban a Focke–Achgelis konvertiplán prototípusát, az Fa 269-et 1942-ben kezdték el fejleszteni, de a gép felszállására soha nem került sor.
Az első, felszállásra képes konvertiplán prototípusai az együléses Transcendental Model 1–G és a kétüléses Transcendental Model 2 voltak. Mindkettőt egy hajtóműről ellentétes irányban forgó légcsavarok hajtották meg. Az 1–G fejlesztését 1947-ben kezdték meg, bár első felszállására csak 1954-ben került sor. Az 1–G nagyjából egy éven át végzett berepüléséket, majd 1955. július 20-án a Chesapeake-öbölbe zuhant. A prototípus megsemmisült, ám a pilóta túlélte az esetet. A Model 2-t ezt követően fejlesztették ki, és rövid ideig lebegő repüléseket is végeztek vele, de az amerikai légierő a Bell XV–3-at preferálta, ezért a program támogatását visszavonta. A Transcendental 1–G volt tehát az első, repülésre és repülés közbeni üzemmód-váltásra képes konvertiplán.
1953-ban elkészült a Bell XV–3 kísérleti gép. Az 1966-ig tartó program során bebizonyította a dönthető rotoros koncepció életképességét, és jelentős mennyiségű adatot gyűjtött a későbbi konvertiplánok tervezéséhez.
1972-ben a NASA és az amerikai hadsereg pénzügyi támogatásával a Bell Helicopter megkezdte a kísérleti, kétrotoros XV–15 fejlesztését. A konvertiplán koncepciójának újbóli bebizonyítására, valamint a polgári és katonai igények manőverezési tartományának megállapítására két példányt építettek.
1981-ben a légierő és a tengerészgyalogság tenderére válaszolva, az XV–3-mal és az XV–15-tel szerzett tapasztalak alapján a Bell és a Boeing közösen nekilátott a V–22 Osprey kifejlesztésének.
A konvertiplánok polgári hasznosítására a Bell és az AgustaWestland nekikezdett a Bell/Agusta BA609 fejlesztésének. A két cég együttműködésében készül továbbá a TR918 Eagle Eye pilóta nélküli konvertiplán.
2005-ben a hadsereg nehézhelikopteres Joint Heavy Lift programjához ismét összeállt a Bell és a Boeing. Az együttműködés célja a V–22-esnél nagyobb, két egymás mögötti szárnyon összesen négy hajtóműves, a C–130 Hercules teherhordó-képességével egyenértékű konvertiplán kifejlesztése.

## Műszaki sajátosságai

### Irányítástechnika
Függőleges repülési üzemmódban a konvertiplán irányítása egy hosszirányú kétforgószárnyas helikopter irányításához hasonlít. Legyezőmozgáshoz a rotorokat ellentétes irányba kell billenteni. A dőlést eltérő hajtóerővel lehet elérni. A bólintáshoz a hajtóműgondolát vagy a rotorok ciklikáját kell irányítani. Függőleges mozgáshoz a rotorok állásszögén kell állítani.

### Sebesség és terhelés
A konvertiplán nagy előnye a helikopterekhez képest a nagyobb sebesség. A helikoptereknél a vízszintes sebesség korlátját a rotor forgási sebessége határozza meg. Egy adott sebességnél a helikopter ugyanolyan gyorsan haladna előre, mint amilyen gyorsan a rotorlapát hátra; ilyenkor az eredő légsebesség nulla, ezért a szárnylapát átesik. A gyakorlatban ez nagyjából 280 km/h-ban korlátozza a helikopterek sebességét. A konvertiplánok esetében ez a korlátozás nem lép fel, mivel repülőgép-üzemmódban a rotorok a mozgás irányára merőlegesek, nincsen eredendően nulla sebesség a rotorlapátokon. Az eddig konvertiplánok adatai alapján a maximális sebesség meghaladja az 560 km/h-t, és a 460 km/h-s cirkálósebesség is fenntartható.
A sebességet azonban egy bizonyos szempontból a hasznos teher hátrányára lehet növelni. A csökkentett terhelés miatt egy konvertiplán szállítási hatékonysága, a sebesség és terhelés szorzata nem jobb, mint egy helikopteré. A dönthető rotoros hajtómű-rendszer emellett lényegesebben összetettebb, mint egy helikopternél; a repülés hatékonysága és a magasabb sebesség azonban egyes esetekben fontosabb lehet, mint egy helikopternél. A konvertiplánok repülőgép-üzemmódban halkabbak a helikoptereknél – helikopter-üzemmódban viszont legalább annyira hangosak, mint egy azonos méretű helikopter.
A konvertiplánok a helikoptereknél nagyobb magasságú repülésre is képesek. A konvertiplánok könnyen elérik a 6000 méteres magasságot, míg a legtöbb helikopter általában nem képes 3000 méter fölé repülni.

## Típusainak listája
- 1930 – George Lehberger szabadalma
- 1938 – Baynes Heliplane
- 1942 – Focke–Achgelis Fa 269
- 1955 – Bell XV–3
- 1963 – Curtiss–Wright X–19
- 1977 – Bell XV–15
- 1989 – V–22 Osprey
- 1998 – TR918 Eagle Eye
- 2003 – Bell/Agusta BA609

## Fordítás
- Ez a szócikk részben vagy egészben  a   Tiltrotor című angol Wikipédia-szócikk ezen változatának fordításán alapul.  Az eredeti cikk szerkesztőit annak laptörténete sorolja fel. Ez a jelzés csupán a megfogalmazás eredetét és a szerzői jogokat jelzi, nem szolgál a cikkben szereplő információk forrásmegjelöléseként.